# Pintura de la Investidura
La Pintura de la Investidura és una gran pintura mural descoberta al Palau de Mari, a l'actual est de Síria. L'obra data del segle xviii aC. Representa el rei Zimri-Lim rebent els símbols del poder -un anell i un ceptre- de la deessa Ishtar. Aquesta pintura va ser descoberta per l'arqueòleg francés André Parrot entre 1935 i 1936 i estava situada en una paret enfront de la porta d'entrada sobre el podi de la sala del tron. S'exhibeix al Museu del Louvre a París.

## Descripció
La pintura consta de tres panells verticals disposats simètricament, els dos laterals envolten el gran panell central, la mida total és d'1,75 × 2,5 metres. El central està dividit horitzontalment en dos rectangles enmarcats per sis línies paral·leles de diferents colors. La simetria de la pintura va facilitar la reconstrucció de les parts danyades del panell esquerre.
La obra està feta per reflectir l'arquitectura del palau en què es troba el mural. El registre inferior del panell central mostra la sala del podi on es va descobrir una estàtua de la deessa que s'assembla a la deessa Insthar Lama representada al mural. L'estàtua sostenia un gerro del que fluïa l'aigua. La cambra del podi s'obre a la sala del tron, on té lloc la investidura. Les palmeres pintades als panells laterals representen els arbres que van ser plantats al pati del palau. Els símbols i la iconografia de la pintura mural sovint es comparen amb les figures de sobre de l'estela d'Hammurabi.

### Registre central
El registre superior del panell d'endemig està situat en el centre del mural i representa l'escena solemne de la investidura. Es compon de cinc personatges dempeus sobre un fons blanc. Ishtar es representa amb la corona divina, el cos una mica inclinat sosté a les seves mans els símbols de l'autoritat (un anell i un ceptre), per presentar al rei. El rei està estenent la seva mà esquerra cap a la deessa, mentre que la seva mà dreta es col·loca sobre la boca en un símbol d'oració. A cada costat del rei i d'Ishtar, es troba una representació de Lama, una deessa menor d'intercessió a Mesopotàmia, i a la dreta de l'escena apareix Ninshubur vassall d'Ishtar. El registre inferior és simètric, i simbolitza la fertilitat i la prosperitat de la vinguda del regne de Zimri-Lim. Es mostra a la deessa Lama dispensar aigua d'un gerro. Hi ha plantes brotant del gerro, i peixos que neden en el corrent que flueix.

### Registres laterals
Els panells laterals representen un jardí de palmeres i un altre mític arbre amb un tronc vermell i fulles blaves. La deïtat Lama està dempeus en el jardí, a ambdós costats de l'escena central, i alçant les seves mans en oració. Tres animals mítics, un lleó, una esfinx i un torus amb cap humà, sé s'observen cadascun en una línia de terra. Els animals es col·loquen simètricament a cada costat, i es giren cap al centre de l'escena de la pintura. Coloms volant, que simbolitzen els aspectes pacífics d'Ishtar, contraresten al lleó, que simbolitza l'agressió.

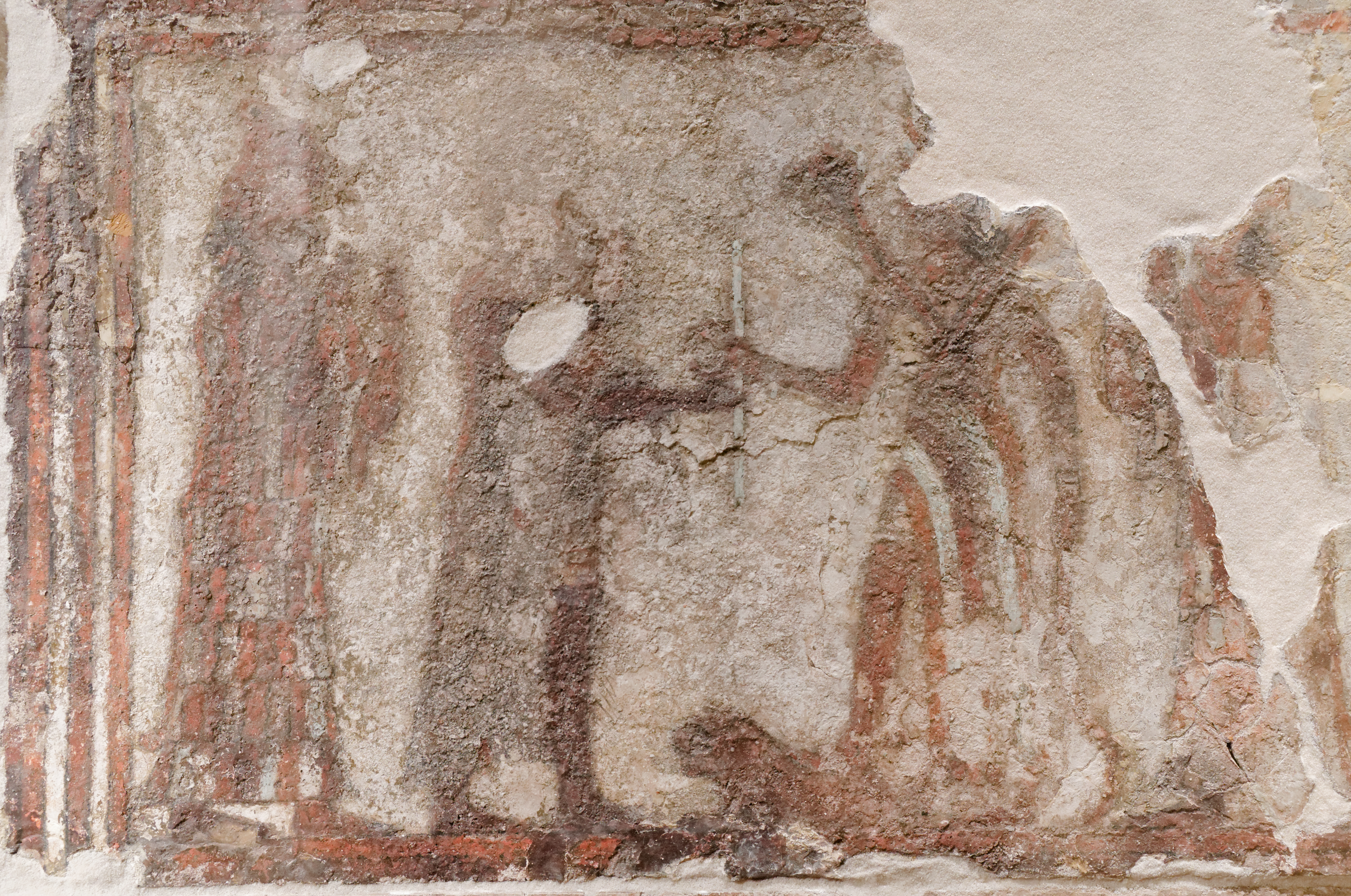
Registre central amb l'escena de la investidura.
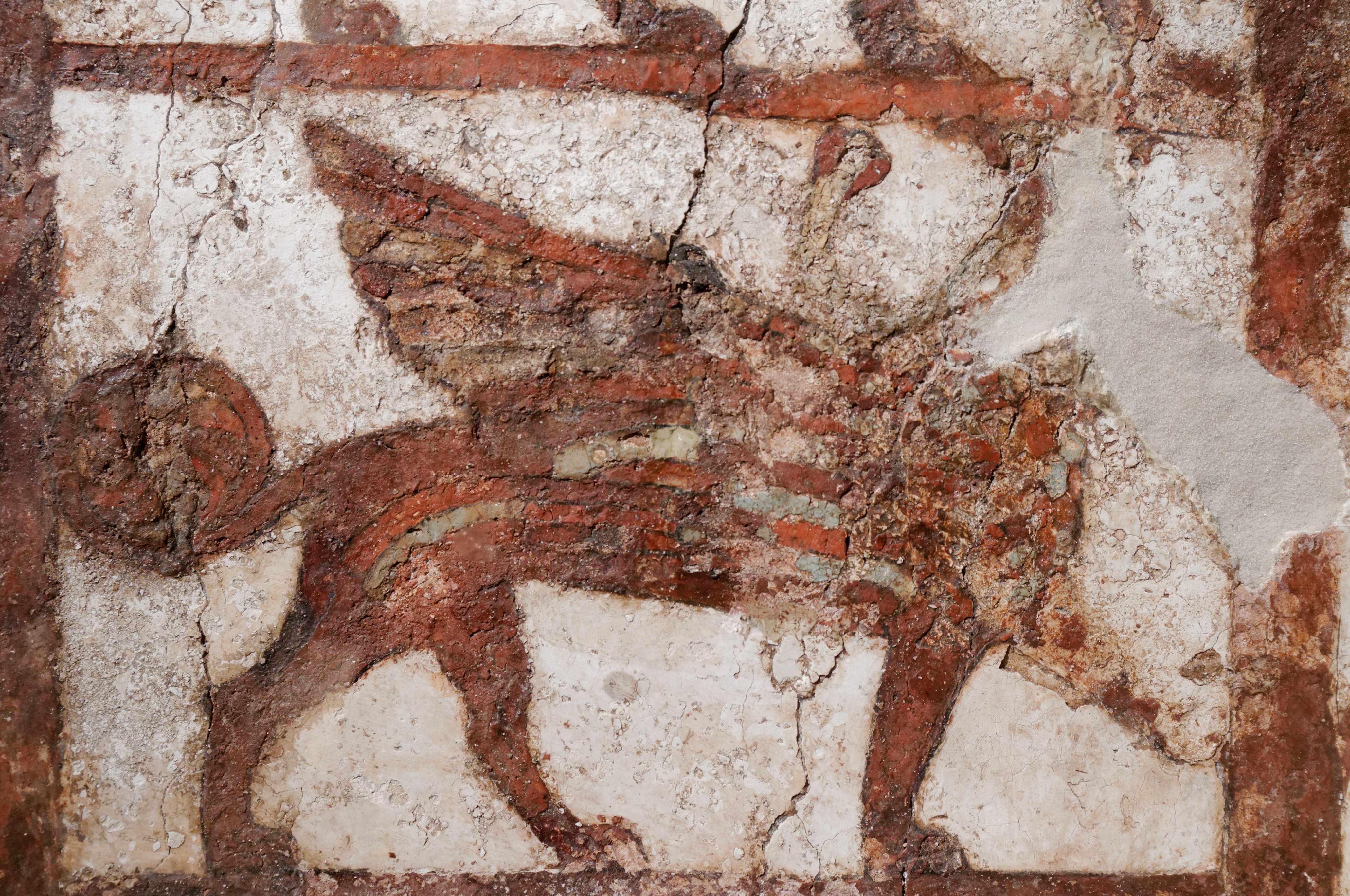
Lleó simbòlic de agressió..
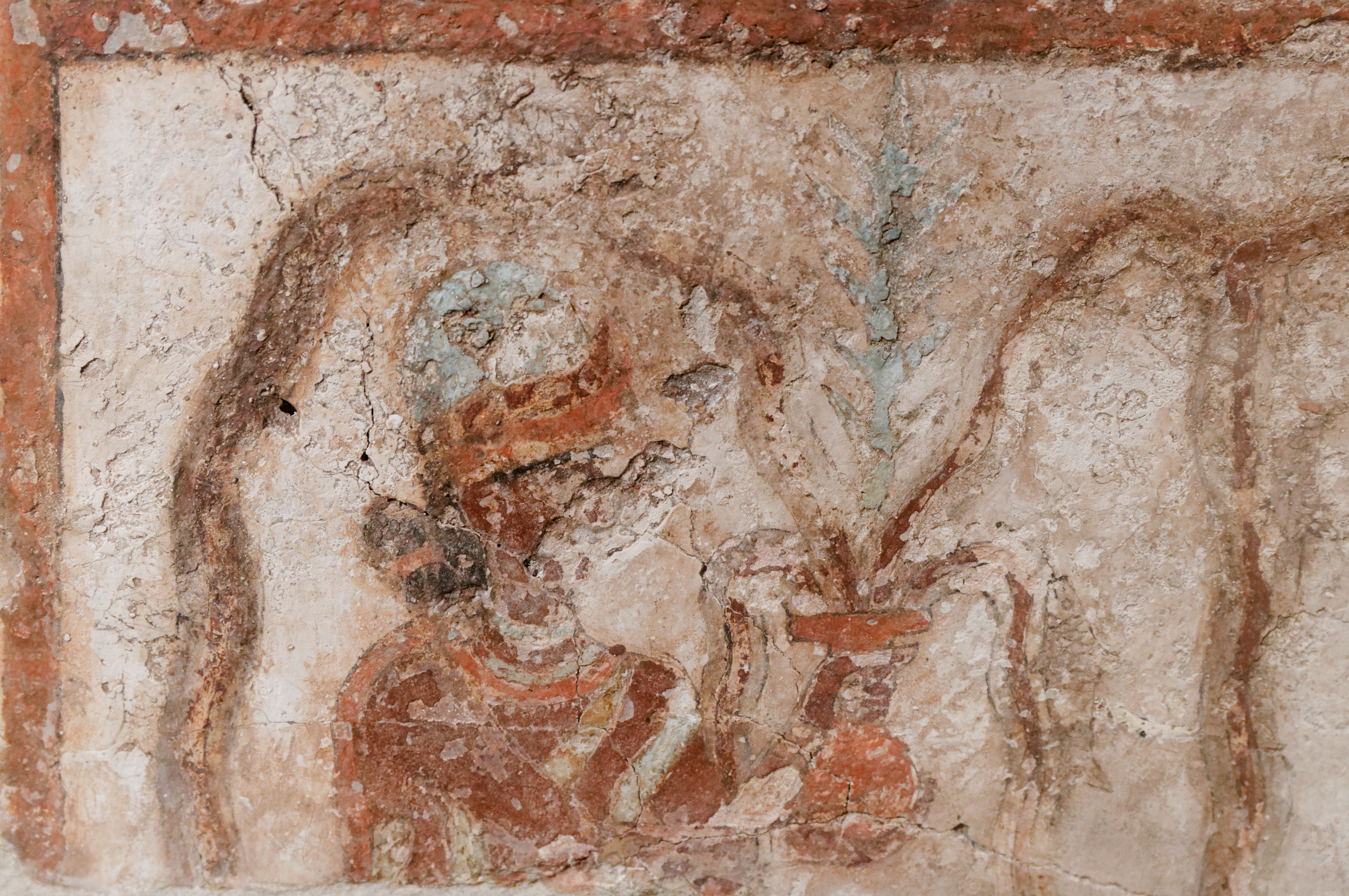
Detall de la deessa Lama amn el gerro amb aigua.
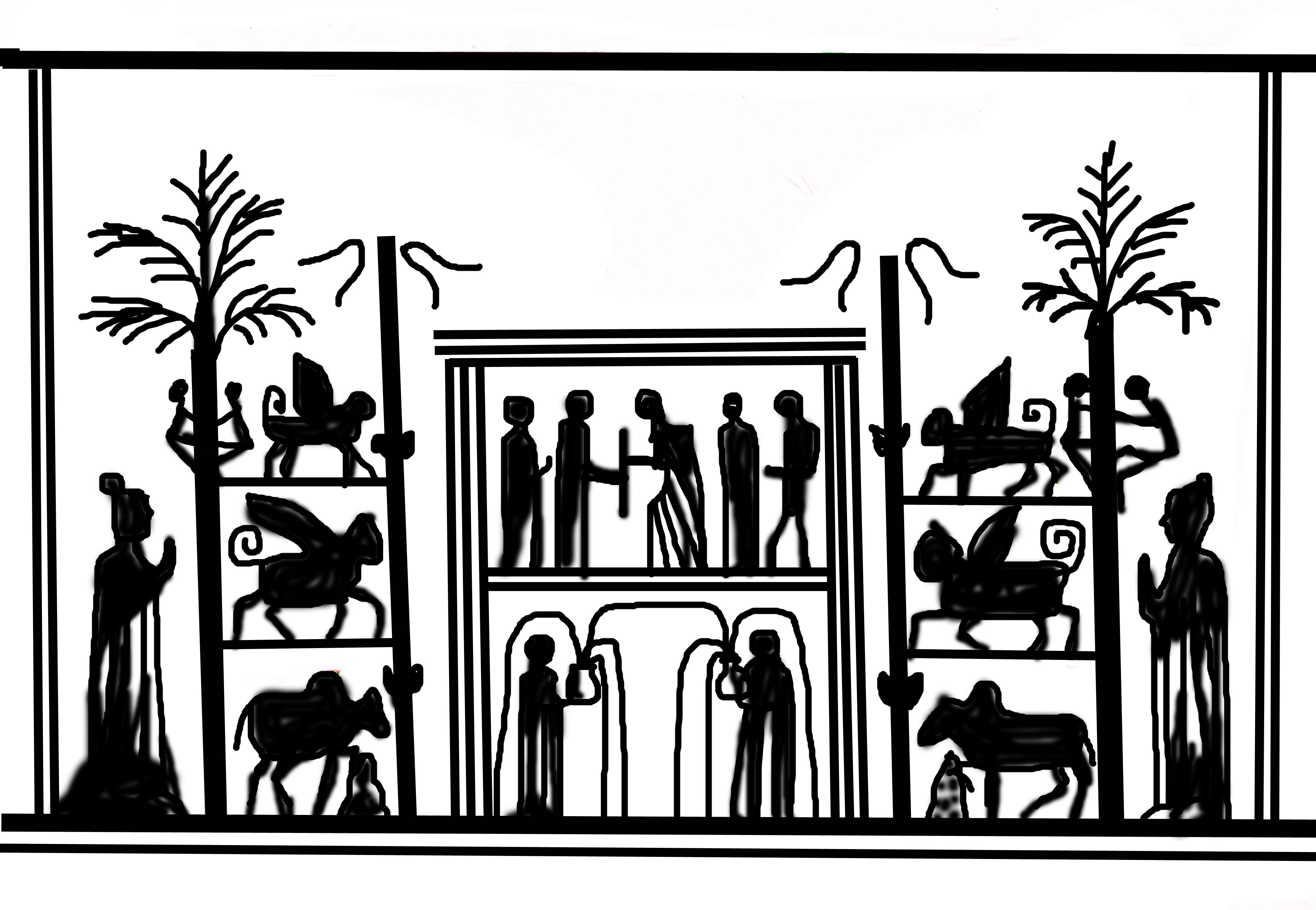
Diagrama del mural.

## Restauració
El fresc va ser mal conservat a causa de les condicions de la regió i la destrucció del palau pel foc quan Hammurabi va saquejar la ciutat cap al 1760 aC. La pintura va patir diverses restauracions i repintades, la majoria de lrs quals s'han eliminat recentment pel Museu del Louvre. La neteja va revelar diversos detalls que no s'havien vist fins ara, inclosos els peixos a l'aigua dispensada per Lama. També es va restaurar algunes lluentors originals als colors de la pintura.